# Henri Joseph Anastase Perrotin

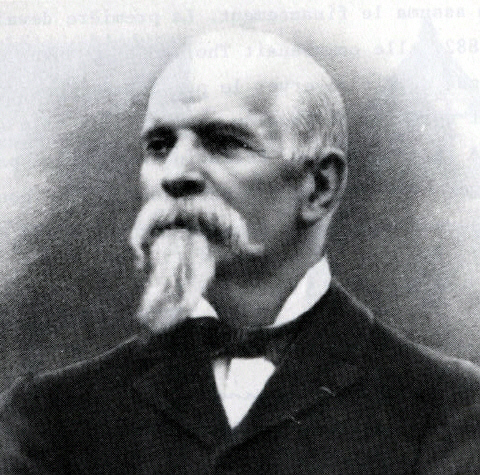
Henri Joseph Anastase Perrotin

Henri Joseph Anastase Perrotin (19 de diciembre de 1845 – 29 de febrero de 1904) fue un  astrónomo francés.

## Biografía
A comienzos de su carrera, él y Guillaume Bigourdan fueron asistentes de Félix Tisserand en el Observatorio de Toulouse. Más adelante se convertiría en director de Observatorio de Niza desde 1884 hasta su fallecimiento en 1904.
Realizó observaciones de Marte e intentó determinar el periodo de rotación de Venus. También calculó las perturbaciones en la órbita del asteroide (4) Vesta.
En la literatura a veces se refieren a él como Henri Perrotin y otras como Joseph Perrotin aunque se trata siempre de la misma persona. En el caso del Centro de Planetas Menores, sus descubrimientos de asteroides son atribuidos a "J. Perrotin".

### Honores

#### Epónimos
- El cráter Perrotin en la superficie de Marte.
- El asteroide (1515) Perrotin.

### Obituarios
- (en alemán) AN 165 (1904) 253/254
- (en inglés) Obs 27 (1904) 176 The Observatory, Vol. 27, p. 175-182 (1904)